# کلیسای فونینگور

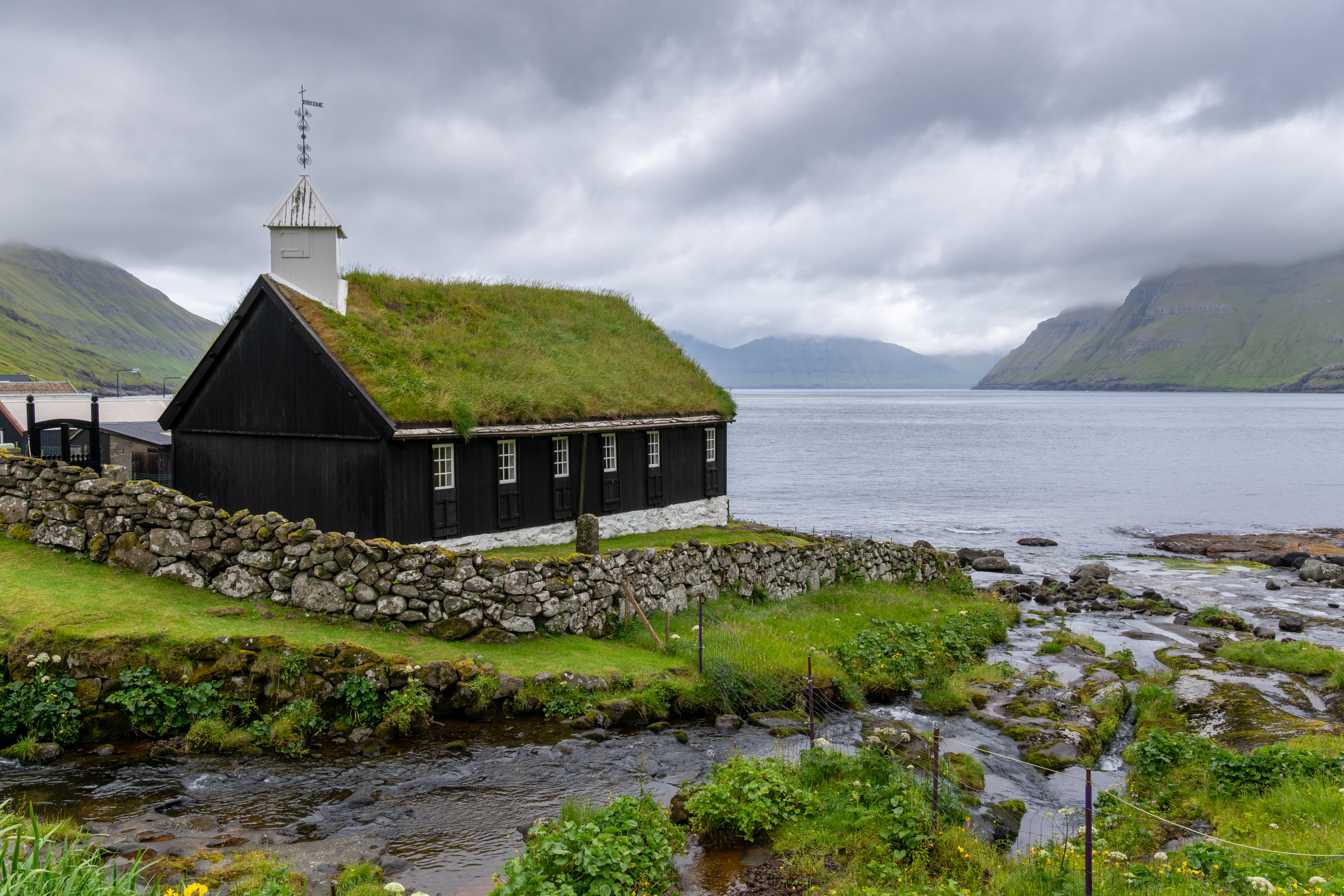
کلیسای فونینگور

کلیسای فونینگور واقع در روستای فونینگور یکی از ۱۰ کلیسای چوبی قدیمی در جزایر فارو است. این کلیسا در تاریخ ۳۰ نوامبر ۱۸۴۷ افتتاح شد و به همین دلیل جدیدترین کلیسای چوبی سنتی قدیمی محسوب می‌شود. کلیسای پورکری نیز در سال ۱۸۴۷ افتتاح شد، اما چند ماه قبل از کلیسای فونینگور. کلیسای فونینگور تنها کلیسای چوبی و قدیمی‌ترین کلیسا در پارش ایدی است. تا سال ۱۹۲۹، زمانی که کلیسای گیوگ افتتاح شد، این کلیسا به عنوان کلیسای پارش برای هر دو روستای فونینگور و گیوگ خدمت می‌کرد.
محل استقرار کلیسا به نام «نیدری ای هولما» (پایین در جزیره) شناخته می‌شود. امروزه این منطقه دیگر شبیه یک جزیره نیست، زیرا رودخانه استورا از شمال کلیسا عبور کرده و زیر آن جاری می‌شود. این رودخانه همچنین کلیسا را از قبرستان جدید جدا می‌کند که در سال ۱۹۴۱ افتتاح و در سال ۱۹۷۲ گسترش یافته است. کلیسا دارای ۱۰ نیمکت در سمت مردان و ۹ نیمکت در سمت زنان است. منبر در مقابل جلوترین نیمکت زنان قرار دارد.